# Корвин, Отто
Отто Корвин (венг. Korvin Ottó, при рождении Отто Клейн; 24 марта 1894, Надьбочко (ныне Великий Бычков, Раховский район Закарпатской области) — 29 декабря 1919, Будапешт) — венгерский революционер, один из организаторов Коммунистической партии Венгрии, начальник политического управления Народного комиссариата внутренних дел Венгерской советской республики.

## Биография
Родился в еврейской интеллигентской семье на территории современного Закарпатья. Брат Йожефа (Иосифа Сигизмундовича) Келена, инженера и тоже деятеля коммунистического движения. Оттуда семья переселилась в Мармарош-Сигет, а в 1906 году — в Будапешт, где Отто стал членом свободомыслящего «Кружка Галилея» и познакомился с такими людьми, как Тибор Самуэли. По профессии — банковский служащий. При этом Клейн готовился стать поэтом и в 1912 году издал сборник своих стихов; его творческий псевдоним Корвин в итоге стал политическим.
С марксизмом познакомился только в 1917 году, когда прослушал выступление Эрвина Сабо и на Первомай принял участие в первой рабочей демонстрации в годы мировой войны. Был активен и в антимилитаристском движении, внутри него стал руководителем важнейшей группировки «революционных социалистов». В своих листовках призывал рабочих создавать революционные советы. В конце 1918 года был среди соучредителей Партии коммунистов Венгрии, стал членом её ЦК и казначеем. 20 февраля 1919 года был арестован. Месяц спустя, 21 марта 1919 года, именно он набрал на машинке соглашение об объединении коммунистов и социал-демократов в единую социалистическую партию. В том же году официально сменил фамилию на Корвин.
Во время Венгерской советской республики 1919 года вначале возглавил отдел торговли в хозяйственном наркомате, однако затем был поставлен во главе политического отдела Народного комиссариата внутренних дел, где сотрудничал с Имре Шаллаи. На Венгерском съезде советов 23 июля был избран в ЦИК.
После падения Венгерской советской республики Бела Кун оставил Корвина (с документами на имя Белы Корниша) и Дьёрдя Лукача в Будапеште для налаживания нелегальной работы Коммунистической партии Венгрии. Однако Корвин был пойман, подвергнут пыткам, приговорён к казни и убит во время венгерского белого террора.
В своём интервью «Новому левому обозрению», Дьёрдь Лукач поставил Отто Корвина в один ряд с Че Геварой и Евгением Левине.